# Ligament atlanto-odontoïdien antérieur
 (août 2024).
Le ligament atlanto-odontoïdien antérieur est un ligament inconstant de l'articulation atlanto-axoïdienne médiane.
Le ligament atlanto-odontoïdien antérieur s’insère sur la base de la dent de l'axis et se termine à l'arrière de l'arc antérieur de l'atlas juste en dessous de la  fossette odontoïde. Il se connecte fréquemment avec le ligament atlanto-occipital antérieur.